# آلبرتو تناردینی
آلبرتو تناردینی (انگلیسی: Alberto Tentardini؛ زادهٔ ۲۱ اکتبر ۱۹۹۶) بازیکن فوتبال است.
از باشگاه‌هایی که در آن بازی کرده‌است می‌توان به باشگاه فوتبال مونتسا اشاره کرد.